# Peter Kennedy
Michael Edward "Peter" Kennedy, III, född 4 september 1927 i Olympia i Washington, är en amerikansk före detta konståkare.
Kennedy blev olympisk silvermedaljör i konståkning vid vinterspelen 1952 i Oslo.